# Гаекад-Келкар, Кирти
Ки́рти Гаека́д-Ке́лкар (хинди कीर्ति गायकवाड़ केलकर; 21 января 1984 года, Бомбей, Индия) — индийская актриса.

## Карьера
Кирти снимается с 2002 года, и в настоящее время она сыграла более чем в 10 телесериалах. В 2006 году Гаекад-Келкар вместе со своим мужем участвовала во 2-м сезоне танцевального реалити-шоу «Nach Baliye».

## Личная жизнь
С 3 июня 2005 года Кирти замужем за актёром Шарадом Келкаром (род. 1976). У супругов есть дочь — Кеша Келкар (род. 7 февраля 2014).